# Stazione di Sangen-jaya
La stazione di Sangen-jaya (三軒茶屋駅?, Sangen-jaya-eki) è una stazione ferroviaria di Tokyo che si trova a Setagaya, al punto di incontro fra due importanti strade, la numero 246 e la Setagaya-dōri, appena fuori dal quartiere di Shibuya. Storicamente le persone che si recavano in passato a Tokyo passavano per Sangen-jaya per una pausa prima di entrare nella città: questo ha dato il nome alla stazione, in quanto il significato di sangen-jaya è "tre case da tè".
La stazione è servita dalla linea Tōkyū Den-en-toshi ed è il capolinea per la metrotranvia Setagaya.

## Linee
Tōkyū Corporation
● Linea Tōkyū Den-en-toshi
● Linea Tōkyū Setagaya

## Struttura

### Linea Den-en-toshi
La stazione della linea Den-en-toshi possiede due marciapiedi laterali che servono due binari centrali passanti in sotterranea.
| 1 | ● Linea Tōkyū Den-en-toshi | per Futako-Tamagawa, Nagatsuta e Chūō-Rinkan                                   |
| 2 | ● Linea Tōkyū Den-en-toshi | per Shibuya e, via linea Hanzōmon, Oshiage e, via linea Tōbu Isesaki, Kasukabe |

### Linea Setagaya
La stazione della linea Setagaya è in superficie e funge da capolinea per la metrotranvia. Sono presenti due marciapiedi tronchi che servono due binari, uno per la salita e uno per la discesa.
| Discesa | ● Linea Tōkyū Setagaya |                                          |
| Salita  | ● Linea Tōkyū Setagaya | per Kamimachi, Yamashita e Shimo-Takaido |

## Stazioni adiacenti
| «                        | Servizio                 | »                        |
| Linea Tōkyū Den-en-toshi | Linea Tōkyū Den-en-toshi | Linea Tōkyū Den-en-toshi |
| ------------------------ | ------------------------ | ------------------------ |
| Ikejiri-Ōhashi           | Locale Semirapido        | Komazawa-Daigaku         |
| Shibuya                  | Rapido                   | Futako-Tamagawa          |
| Linea Setagaya           |                          |                          |
| Capolinea                | -                        | Nishi-Taishidō           |